# Cercanías di Valencia
Le Cercanías di Valencia (in spagnolo Cercanías Valencia, in valenciano Rodalia València) sono il servizio ferroviario suburbano (Cercanías) che serve la città spagnola di Valencia.

## Rete
La rete si compone di 6 linee, tutte radiali:
- C-1 Valencia-Norte - Gandia
- C-2 Valencia-Norte - Xàtiva - Mogente
- C-3 Valencia-San Isidro - Buñol - Utiel
- C-4 Valencia-San Isidro - Xirivella-l'Alter
- C-5 Valencia-Norte - Caudiel
- C-6 Valencia-Norte - Villa-real - Castellón de la Plana